# 新川神社 (富山市)
新川神社（にいかわじんじゃ）は、富山県富山市新庄町にある神社である。旧社格は郷社。

## 祭神
大己貴命・白山比咩命・天照皇大神・菅原道真公を主祭神とし、琴比羅神・建御名方命を合せ祀る。大己貴命を「大新川命」、白山比咩命を「大新川姫命」と称して尊崇されており、『国史大系』では新川郡の地名は大新川命に因むものとしている。
貞享2年（1685年）の由来書には「白山、神明、天神云々」とあり、「新川四社権現」とも称された。

## 歴史
『日本三代実録』貞観9年（867年）2月27日条に「正五位上、新川神に従四位下を授く」という記述が初見で、同18年7月11日には従四位上に昇叙されているが（同書）、『延喜式神名帳』の記載はない（国史見在社）。元の鎮座地は志麻郷八島野（現在の富山市五本榎）であり、中世以降は新庄城の鎮守とされた。元和元年（1615年）夏、常願寺川の洪水により社殿が浸水したので、高台の現在地に遷座した。江戸時代中期から明治維新までは立山権現（雄山神社）の前立社とみなされ、立山に参詣する者は必ず当社に参拝した。明治6年（1873年）に郷社に列格した。
なお、立山山麓の芦峅寺の姥堂が明治の廃仏棄釈により取り壊された時、「姥堂は式外社・新川神社である」として再興が願い出られたが、証拠不十分として認められなかった。現在、芦峅寺の後裔である雄山神社中宮の境内には、末社として新川姫神を祭神とする治国社（宝童社）がある。

## 主な祭礼
- 4月19日 - 春季祭礼「どべ祭り」（2006年（平成18年）「とやまの文化財百選（とやまの祭り百選部門）」に選定）